# Джордж Стіл
Вільям Джеймс Маєрс (16 квітня 1937 р. - 16 лютого 2017 р.), більш відомий під своїм ринговим псевдонімом Джордж "Тварина" Стіл. Він був американським професійним реслером, шкільним вчителем, письменником і актором. Його кар'єра тривала з 1967 по 1988 рік, хоча він час від часу виступав на рингу в 1990-х і 2000-х роках.
Стіл був відомий у всьому світі як професійний реслер WWE (тодішня назва WWF) і грав роль шведського реслера і актора Тора Джонсона у фільмі Тіма Бертона "Ед Вуд".